# Syngamia xanthofumosa
Syngamia xanthofumosa là một loài bướm đêm trong họ Crambidae.